# استودیوهای هال روچ
استودیوهای هال روچ (انگلیسی: Hal Roach Studios) یک استودیوی تهیه و تولید فیلم‌های سینمایی و محصولات تلویزیونی بود که توسط هال روچ و دو شریک دیگرش در ۲۳ ژوئیه ۱۹۱۴ و با نام اولیهٔ «شرکت فیلم رولین» بنیان‌گذاری شد.
این استودیو که در کال‌ور سیتی، کالیفرنیا واقع بود، به «کارخانهٔ تولید خنده جهان» شهرت داشت